# The Fiji Times
The Fiji Times – najstarszy fidżyjski dziennik w języku angielskim, wydawany od 4 września 1869 i bardziej konserwatywny od konkurencyjnej Daily Post.
Gazetę założył Brytyjczyk George Littleton Griffiths, 25-letni wówczas specjalista z dziedziny reklamy i właściciel drukarni, wspierany przez Thomasa H. Pricharda, pisarza, poetę i brytyjskiego konsula. Pierwszy numer The Fiji Times miał cztery strony z czterokolumnowym układem.
Dziennik początkowo ukazywał się w mieście Levuka i przeznaczony był dla brytyjskich osadników. Szybko jednak zyskał popularność wśród odwiedzających portowe miasto marynarzy, korsarzy i poszukiwaczy przygód. Statkami kolportowany był do Anglii, Kanady i Stanów Zjednoczonych.
14 maja 1987 rząd Rabuki ocenzurował Fiji Times po zamachu stanu. W proteście w następnym wydaniu gazeta wydrukowała duże puste miejsca, w których miałyby znaleźć się artykuły nie dopuszczone przez cenzurę.
5 maja 2006, w wyniku zamachu stanu na Fidżi gazeta została objęta cenzurą (z wyjątkiem wersji on-line), jednak dzień później została ona wycofana.
Od kryzysu konstytucyjnego w 2009 gazeta znowu jest cenzurowana, tym razem wraz ze swoją stroną internetową. W newsroomach przebywają cenzorzy.